# 世界!秘境釣行
世界!秘境釣行（せかいひきようちようこう）は、BS-TBSで、毎週月曜日の23時～23時54分に放送されていた釣りを中心とした紀行番組である。2006年10月2日に放送開始し、2007年9月24日に番組が終了した。番組終了後は、同じスタッフによる「南太平洋の楽園 Fishing Traveler」という後継番組を放送している。シマノ提供。

## 概要
世界の秘境で大型魚を釣るというコンセプトの番組で、声優の菅原正志や釣りのプロとして活躍している村田基、田辺哲男、皆川哲、上屋敷隆などが出演し、世界各地で様々な魚種の釣りを紹介していた。
2007年3月26日、4月2日は他番組の放送で休止し、4月9日より30分番組として前編・後編で二週に分けて放送されるようになった。
12回目の放送分まではグローバルアイからDVDが発売されている。
なお、一部放送は、シマノTVで配信されている。

## 放送リスト
|    |      | 放送日                                            | タイトル                                                                        | 対象魚                     | 場所                                     | 出演者   | 備考                       |
| -- | ---- | ------------------------------------------------- | ------------------------------------------------------------------------------- | -------------------------- | ---------------------------------------- | -------- | -------------------------- |
| 1  |      | 2006年10月2日 2006年10月9日(再)                   | 地球最古の大地 オーストラリアに古代魚「バラマンディ」を追う                     | バラマンディ               | オーストラリア・クイーンズランド州       | 菅原正志 | SHIMANO TVで配信           |
| 2  |      | 2006年10月16日 2006年10月23日(再)                 | 極東ロシア・オホーツクに巨大サーモンを追う                                      | サーモン                   | ロシア・オホーツク                       | 村田基   | SHIMANO TVで配信           |
| 3  |      | 2006年10月30日 2006年11月6日(再)                  | 黒潮洗う最果ての島・北大東島に巨大マグロを追う                                  | マグロ                     | 沖縄県北大東島                           | 菅原正志 |                            |
| 4  |      | 2006年11月13日 2006年11月20日(再)                 | 群青の海・神秘の島パラオに巨大ジャイアントトレバリーを追う                      | ロウニンアジ               | パラオ                                   | 皆川哲   |                            |
| 5  |      | 2006年11月27日 2006年12月4日(再)                  | メキシコ・レイクエルサルトに巨大ブラックバスを追う                              | ブラックバス               | メキシコ                                 | 田辺哲男 | SHIMANO TVで配信           |
| 6  |      | 2006年12月11日 2006年12月18日(再)                 | 世界最大級の大環礁・ニューカレドニアに巨大魚を追う                              | ロウニンアジ               | ニューカレドニア                         | 上屋敷隆 |                            |
| 7  |      | 2006年12月25日 2007年1月8日(再)                   | 極寒のシベリアに潜む巨大タイメン（アムールイトウ）を追う                        | アムールイトウ             | ロシア・シベリア                         | 皆川哲   |                            |
| 8  |      | 2007年1月15日 2007年1月22日(再)                   | アメリカ・フロリダ紀行①〜世界遺産の大湿地帯・エバーグレイズで巨大魚を追う       | スヌーク                   | アメリカ合衆国・フロリダ州               | 村田基   |                            |
| 9  |      | 2007年1月29日 2007年2月5日(再)                    | アメリカ・フロリダ紀行②〜フロリダキーズで巨大魚を追う                           | バラクーダ                 | アメリカ合衆国・フロリダ州               | 村田基   |                            |
| 10 |      | 2007年2月12日 2007年2月19日(再)                   | 南米・アルゼンチン〜イベラー大湿原・黄金の怪魚ドラードを追う                    | ドラド                     | アルゼンチン・コリエンテス州             | 田辺哲男 |                            |
| 11 |      | 2007年2月26日 2007年3月5日(再)                    | オーストラリア〜フィッシングサファリ モンスターフィッシュ・マーレイコッドを追う | マーレーコッド             | オーストラリア・ニューサウスウェールズ州 | 田辺哲男 |                            |
| 12 |      | 2007年3月12日 2007年3月19日(再)                   | ニュージーランド北島・森の巨大鱒を追う                                          | ニジマス・ブラウントラウト | ニュージーランド・ネーピア               | 村田基   |                            |
| 13 | 前編 | 2007年4月9日 2007年4月23日(再)                    | コスタリカの海に巨大ターポンを追う                                              | ターポン                   | コスタリカ                               | 田辺哲男 | DVD未発売 SHIMANO TV未配信 |
| 13 | 後編 | 2007年4月16日 2007年4月30日(再)                   | コスタリカの海に巨大ターポンを追う                                              | ターポン                   | コスタリカ                               | 田辺哲男 | DVD未発売 SHIMANO TV未配信 |
| 14 | 前編 | 2007年5月7日 2007年5月21日(再) 2007年9月10日(再)  | カリブ海バハマ・アンドロス島に巨大ボーンフィッシュを追う                        | ボーンフィッシュ           | バハマ諸島                               | 田辺哲男 | DVD未発売 SHIMANO TV未配信 |
| 14 | 後編 | 2007年5月14日 2007年5月28日(再) 2007年9月17日(再) | カリブ海バハマ・アンドロス島に巨大ボーンフィッシュを追う                        | ボーンフィッシュ           | バハマ諸島                               | 田辺哲男 | DVD未発売 SHIMANO TV未配信 |
| 15 | 前編 | 2007年6月4日 2007年6月18日(再)                    | 中南米・グアテマラのビッグ・セイルフィッシュを追う                              | バショウカジキ             | グアテマラ                               | 村田基   | DVD未発売 SHIMANO TV未配信 |
| 15 | 後編 | 2007年6月11日 2007年6月25日(再)                   | 中南米・グアテマラのビッグ・セイルフィッシュを追う                              | バショウカジキ             | グアテマラ                               | 村田基   | DVD未発売 SHIMANO TV未配信 |
| 16 | 前編 | 2007年7月2日 2007年7月16日(再)                    | 緑の大草原・秘境モンゴルで巨大タイメンを追う                                    | アムールイトウ             | モンゴル                                 | 村田基   | DVD未発売 SHIMANO TV未配信 |
| 16 | 後編 | 2007年7月9日 2007年7月23日(再)                    | 緑の大草原・秘境モンゴルで巨大タイメンを追う                                    | アムールイトウ             | モンゴル                                 | 村田基   | DVD未発売 SHIMANO TV未配信 |
| 17 | 前編 | 2007年8月6日 2007年8月20日(再)                    | 珊瑚礁と原生林の島・奄美大島でカンパチを追う                                    | カンパチ                   | 奄美大島                                 | 菅原正志 | DVD未発売 SHIMANO TV未配信 |
| 17 | 後編 | 2007年8月13日 2007年8月27日(再)                   | 珊瑚礁と原生林の島・奄美大島でカンパチを追う                                    | カンパチ                   | 奄美大島                                 | 菅原正志 | DVD未発売 SHIMANO TV未配信 |
| 18 | 前編 | 2007年9月3日                                      | 新たなる聖地!フィリピン・パンタバンガンに巨大ブラックバスを追う                 | ブラックバス               | フィリピン                               | 田辺哲男 | DVD未発売 SHIMANO TV未配信 |
| 18 | 後編 |                                                   | 新たなる聖地!フィリピン・パンタバンガンに巨大ブラックバスを追う                 | ブラックバス               | フィリピン                               | 田辺哲男 | DVD未発売 SHIMANO TV未配信 |
| 19 |      | 2007年9月24日                                     | 名場面総集編 コスタリカのターポン、モンゴルのタイメン、GT                       |                            |                                          |          | DVD未発売 SHIMANO TV未配信 |

## DVD
- 世界!秘境釣行 Vol.1~12

## スタッフ
- ナレーション=菅原正志
- 撮影=五十嵐章司
- 技術=藤波透、大関善裕
- 編集=知識優(HAC ヒューマックスアルファチャンネル)
- MA=嶋田美穂(HAC ヒューマックスアルファチャンネル)
- 音楽=阿多野正美
- 企画・演出=鈴木康浩
- 制作統括=諸石洋二(グローバルアイ)
- AP=上田智子
- プロデューサー=高柳昌生(BS-TBS)、五十嵐章司(ビデオレック)
- 製作・著作=ビデオレック、グローバルアイ、BS-TBS